# مهره شورون

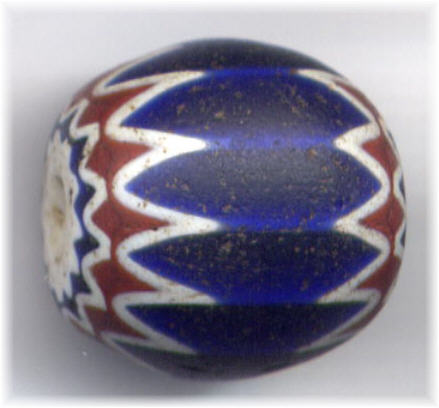
مهره شورون، ونیزی

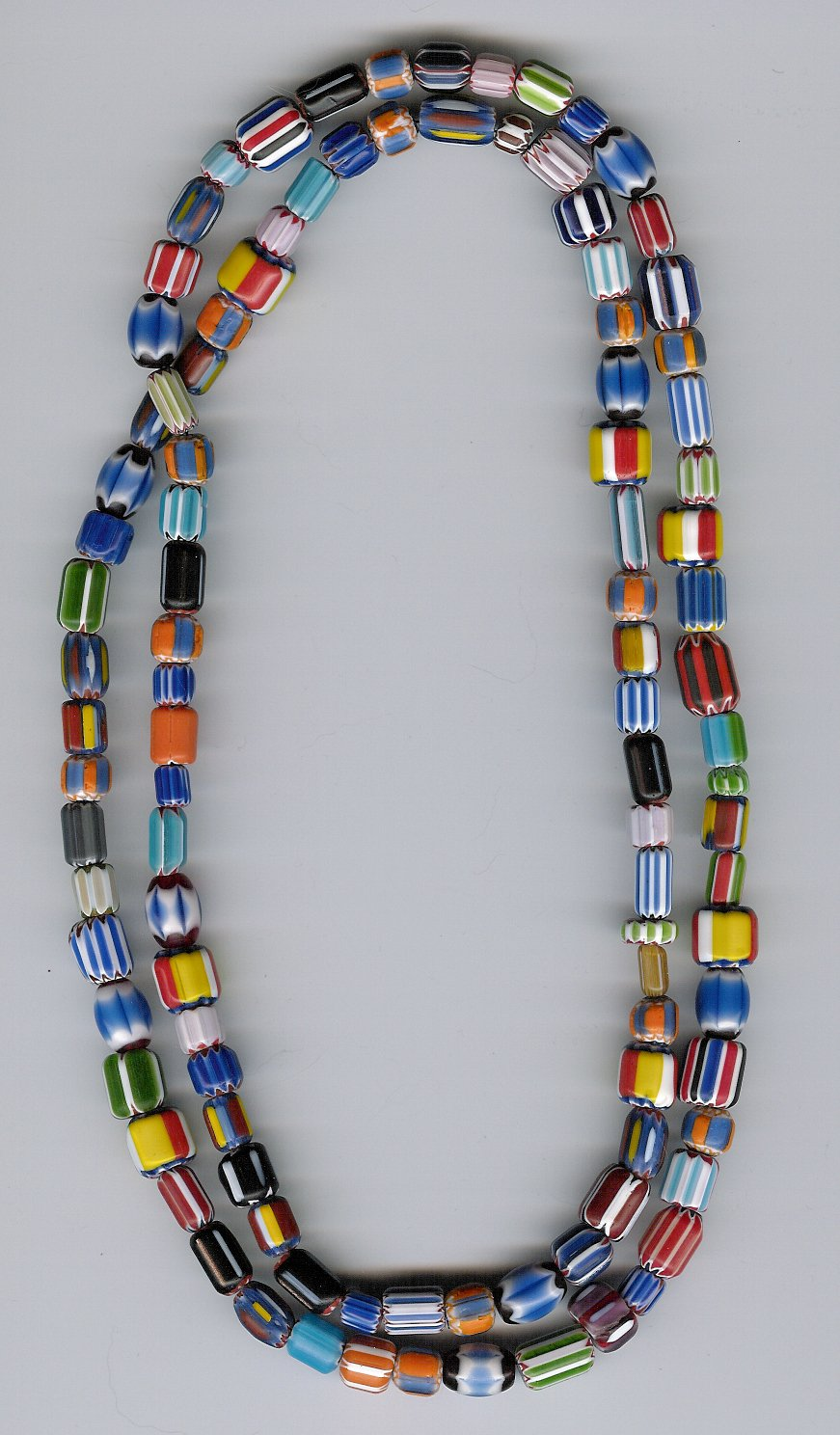
مهره‌های شورون مدرن

مهره شورون (انگلیسی: Chevron bead)، مهره‌های زینتی شیشه‌ای خاص هستند. اولین نمونه از این نوع توسط سازندگان مهره‌های شیشه‌ای در ونیز و مورانو ایتالیا در اواخر قرن چهاردهم ایجاد شد. اولین نمونه‌ها توسط ماریتا باروویر  اختراع شد. آنها همچنین ممکن است به‌عنوان روزِتا یا مهره‌های ستاره‌ای نامیده شوند. اصطلاح روزتا برای اولین بار در فهرست آثار شیشه‌ای بارویر در مورانو، در سال ۱۴۹۶، در زمینه مهره‌ها و همچنین سایر اشیاء شیشه‌ای ظاهر شد.
مهره‌های شورون ونیزی مهره‌های کشیده شده‌ای هستند که از عصای شیشه‌ای ساخته شده‌اند که با استفاده از قالب‌های ستاره‌ای ساخته شده خاص شکل ‌می‌گیرند. اولین مهره‌های شورون در اواخر قرن پانزدهم ساخته شد که از ۷ لایه رنگ متناوب تشکیل شده بود. آنها معمولاً ۶ وجه دارند. برخلاف همتایان بعدی خود، آنها همیشه با قالب استاندارد ستاره ۱۲ نقطه‌ای ساخته نمی‌شدند. در آغاز قرن بیستم، مهره‌های شورون ۴ و ۶ لایه بر روی کارت‌های نمونه مختلف ظاهر ‌می‌شوند. بر اساس سوابق نگهداری شده در شرکت ونیز کانتری مورانو، آنها در دهه ۱۹۵۰ ساخت عصای شورون را متوقف کردند. مهره‌های شورون هنوز در ونیز ساخته ‌می‌شود، البته در مقادیر بسیار کم.

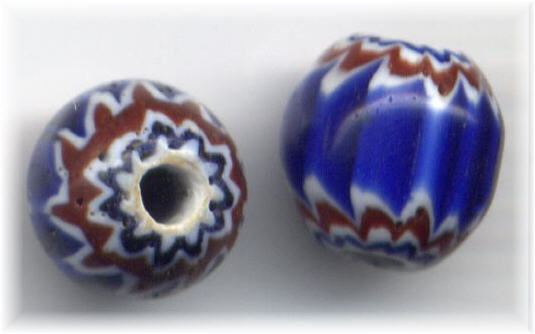
مهره‌های شورون، هندی

مهره‌های شورون را ‌می‌توان از تعدادی لایه‌های متوالی شیشه‌های رنگی تشکیل داد. هسته اولیه از یک گلوله مذاب شیشه‌ای (به نام "جمع‌آورنده") که در یک کوره ذوب شده است، تشکیل ‌می‌شود. اگر شیشه‌گر در حال ساخت مهره‌ها باشد، یک حباب هوا از طریق یک لوله دمنده به مرکز جمع دمیده می‌شود و در نتیجه یک سوراخ ایجاد می‌کند، سوراخ مهره آینده. هنگام ساخت عصای چند لایه جامد که برای تزئین مهره‌های هزاران‌گل استفاده ‌می‌شود، هیچ حباب هوا وارد نمی شود. جمع‌آورنده (با حباب هوا در مرکز آن) در قالب ستاره‌ای شکل فرو ‌می‌رود که ‌می‌تواند بین پنج تا پانزده نقطه داشته باشد. چندین لایه شیشه را ‌می‌توان اعمال کرد و به دلخواه به قالب برگردانید تا یک جلوه ستاره‌ای شکل یا صاف برای هر لایه ایجاد شود. پس از اعمال تمام لایه‌ها، صفحات فلزی به شیشه هنوز داغ چسبانده می‌شوند که با کشیدن از هر دو سر در جهت مخالف به یک میله بلند به نام «عصا» کشیده می‌شود. حباب در مرکز جمع با عصا کشیده ‌می‌شود و سوراخ مهره را تشکیل ‌می‌دهد، یعنی سوراخ مهره. قطر عصا، و در نتیجه دانه‌های حاصل، با مقدار شیشه در جمع‌آورنده اصلی و همچنین میزان نازک بودن شیشه تعیین ‌می‌شود. عصای شیشه‌ای خنک شده به بخش‌های کوتاه بریده ‌می‌شود که یک الگوی ستاره‌ای را در مقطع نشان ‌می‌دهد. بخش‌ها ممکن است اریب یا همسطح شوند تا الگوی شورون مشخصه‌ای را که نام انگلیسی از آن مشتق شده است نشان دهد. الگوی شورون پس از سمباده شدن انتهای مهره‌ها آشکار ‌می‌شود. فقط مهره‌های روزتا/ستاره‌ای با انتهای همسطح (چه وجهی، گرد، یا پخ‌دار)، و با لایه‌های داخلی آن‌ها نمایان، مهره‌های «شورون» هستند. تمام مهره‌های ستاره‌ای با انتهای صاف به‌معنای مهره‌های روزتا/ستاره نامیده می‌شوند.

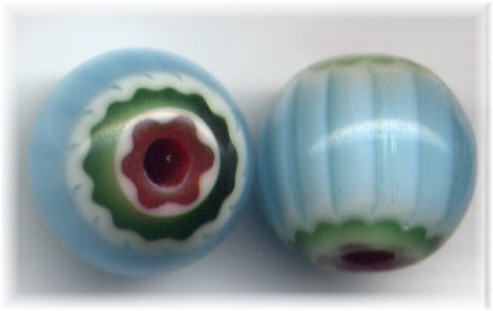
مهره‌های شورون، چینی

بیشتر مهره‌های شورون ونیزی که برای صادرات به غرب آفریقا و قاره آمریکا ساخته ‌می‌شوند دارای لایه‌هایی به رنگ‌های قرمز، آبی و سفید هستند. تعداد کمتری از مهره‌های شورون با رنگ‌های دیگر مانند سبز، سیاه و زرد تولید شد. مهره‌های شورون ونیزی در سرتاسر جهان خرید و فروش ‌می‌شود، بیشتر در غرب آفریقا، جایی که اولین بار توسط بازرگانان هلندی در اواخر قرن ۱۵ معرفی شد. برخی از مهره‌های شورون ونیزی ۷ لایه با اندازه بسیار کوچک، که در اواخر قرن ۱۵ ساخته شده‌اند، منحصراً در قاره آمریکا، عمدتاً در پرو یافت می‌شوند و به معرفی کریستف کلمب نسبت داده می‌شوند. مهره‌های شورون اقلام کلکسیونی بسیار محبوبی هستند و هنوز در غرب آفریقای کنونی از ارزش بالایی برخوردارند، جایی که همچنان برای مقاصد پرستیژ و تشریفاتی پوشیده می‌شوند و گهگاه با مردگان دفن می‌شوند. علاوه بر ایتالیا، امروزه مهره‌های شورون و روزتا/ستاره در هند، چین و ایالات متحده نیز تولید ‌می‌شود.
هنگامی که صنایع مهره‌سازی در هند در طول دهه ۱۹۸۰ شروع به ساخت مهره‌های شورون کردند، مهره‌های ستاره ساخته شده در پوردالپور، یکی از مراکز تولید مهره‌های شیشه‌ای، بدون استفاده از قالب، از بخش‌های آماده شده از نوارهای گرم شیشه‌ای که ذوب شده بودند، ساخته شدند که با هم یک عصا را تشکیل ‌می‌دهند. به دلیل این روش ساخت، نقاط ستاره‌های این مهره‌ها معمولاً دارای فرورفتگی جزئی هستند.
مهره‌های شورون چینی از چوب‌های ستاره‌ای قالب‌گیری شده مانند مهره‌های شورون ونیزی ساخته ‌می‌شوند. آنها دارای الگوهای ستاره‌ای خوش فرم هستند و از مهره‌های ونیزی تقلید ‌می‌کنند. شناخته‌شده‌ترین سازندگان مهره‌های شورون معاصر، آرت سیمور، پیشگام شورون، از ایالات متحده، که مهره‌های شورون تا ۱۹ لایه را ساخته است، و لوئیجی کاتلان، از مورانو، ایتالیا هستند. مهره‌های شورون و روزتا/ستاره را ‌می‌توان در بسیاری از ترکیب‌های رنگی مختلف یافت.